# Harpalpur (Uttar Pradesh)
Harpalpur es una ciudad censal situada en el distrito de Varanasi en el estado de Uttar Pradesh (India). Su población es de 7710 habitantes (2011). 

## Demografía
Según el censo de 2011 la población de Harpalpur era de 7710 habitantes, de los cuales 3997 eran hombres y 3713 eran mujeres. Harpalpur tiene una tasa media de alfabetización del 55,07%, inferior a la media estatal del 67,68%: la alfabetización masculina es del 59,98%, y la alfabetización femenina del 49,65%.